# Kaillera
Kaillera es un programa que sirve para jugar emuladores en línea, es un programa gratuito que soporta cualquier emulador que tenga compatibilidad para jugar en red.
creado por: Christophe thibault, uno de los creadores del proyecto Winamp.
Utilizando la arquitectura Cliente Servidor y una arquitectura tipo IRC para chat, donde el cliente es un archivo DLL (kailleraclient.DLL) situado en el directorio principal de los siguientes emuladores compatibles:
- MAME
- WinKawaks (Cps1, Cps2 y Neo Geo)
- Project 64 (N64)
- Mupen 64 (N64)
- Nebula (Neo Geo, CPS1, CPS2)
- Jnes (Nes)
- Gens (Sega Megadrive)
- ePSXe 1.6.0 (Psx)
- 1964 (N64)
- Dolphin (GameCube)
- Nestopia (nes)

Y el servidor es un programa del tipo MS-DOS donde lo único que se ve en esa ventana son
los logs de usuarios conectados y los juegos que se han creado en el servidor.
Este servidor se puede configurar para que sea público o privado. También se puede
configurar el número de usuarios que pueden entrar, el ping de conexión, y el tipo de conexión permitida. 

## Modificaciones al protocolo Kaillera
Kaillera a lo largo del tiempo, ha tenido cambios tanto de su cliente como de su servidor:
Esto fue debido a que se decía que el cliente tenía bugs, poco después se supo que también el servidor tenía bugs, así que la primera modificación que se le hizo a este protocolo, fue al
servidor, llamado "emulinker" un servidor (programado en Java y de código abierto), con más opciones configurables que el original, además de que proporciona seguridad en la conexión, evita perdidas de paquetes UDP, y capaz de ser controlado por medio del cliente kaillera, a base de unos comandos escritos.
Las modificaciones a este protocolo, también estuvieron en el cliente, llamada "Supraclient" ,(programado en Visual Basic y de código abierto), con más opciones que el cliente original, y más seguridad en la conexión, además de que permite transferencia de archivos y con más opciones.
Estas modificaciones surgieron, porque durante los juegos en línea, había errores de conexión, mal cálculo de Ping, perdida de paquetes (Lags), eso hacía que el juego se perdiera, (desincronización), además de que el cliente y el servidor tenían vulnerabilidades, que eran explotadas, mediante unos programas "robots", que hacían que se cayera el juego y el chat.
Ahora en Día se puede disfrutar de un juego en línea seguro, aparte de disfrutar los clásicos juegos arcades, y jugar con personas de cualquier parte del mundo, (claro, si el ping es bajo).